# Ayat Al-Gormezi
Ayat Hassan Mohammed Al-Qurmezi ' (em árabe: آيات حسن محمد القرمزي, o sobrenome também pode ser transcrito por Al-Qormezi, Al-Ghermezi, Al-Gormezi) (nascida em 1 de janeiro de 1991 - Sanad, Barém) é uma ativista e estudante da Universidade do Barém. Ela ficou conhecida mundialmente após ter sido presa em março de 2011 por escrito e declamado poemas críticos ao seu governo durante uma manifestação pró-reformas políticas. Durante sua prisão, Ayat passou por períodos incomunicáveis, sob espancamento e tortura com choques elétricos na cara, além de ameaças de estupro. Foi forçada a assinar documentos e a gravar um vídeo em que pedia desculpas ao rei e ao primeiro-ministro do Barém.
Em junho de 2011, Ayat foi julgada e condenada a um ano de prisão por incitamento ao ódio, participação em protestos ilegais e por perturbar a segurança pública, mas saiu em liberdade condicional um mês depois ao se submeter a documentos em que alegava ter gozado de boa saúde durante o período de detenção e se comprometendo a não participar de manifestações públicas e a não criticar o governo, sob o risco de ser novamente presa.